# ロックマン USA
『ロックマン USA』（原題：Mega Man）は、カプコンのコンピュータゲームのロックマンシリーズを原作とするテレビアニメ。アメリカ合衆国と日本の共同製作（音響製作はカナダ）。第1シーズンは1994年9月11日から12月4日、第2シーズンは1995年9月10日から12月10日まで放映された。全27話。
2024年12月20日、第1シーズンの日本語字幕版の配信が各プラットフォームで開始された。

## ストーリー
ライトの製作したロボットであるブルースと『ロックマン』のキャラクターのカットマン、ガッツマン、アイスマン、ボンバーマン、ファイヤーマン、エレキマンがワイリーの仲間になってしまった。ロックマンとロールは何とかワイリーの洗脳を逃れられたものの…。

## 登場キャラクター

### ライトの仲間
DRN.001 ロックマン（Rockman）
声 - イアン・ジェームズ・コーレット
DRN.002 ロール（Roll）
声 - キャサリン・バー
Dr.ライト（Dr.Right）
声 - ジム・ビルネス
DRN.003 カットマン（Cutman）
声 - テリー・クラッセン
DRN.004 ガッツマン（Gutsman）
声 - ゲイリー・チョーク
DRN.005 アイスマン（Iceman）
DRN.006 ボンバーマン（Bomberman）
DRN.007 ファイヤーマン（Fireman）
DRN.008 エレキマン（Elecman）
DRN.000 ブルース（Blues）
声 - スコット・マクニール
エディー（Eddie）
声 - スコット・マクニール
ラッシュ（Rush）
声 - ロビン・ロス

### ワイリーの仲間
『ロックマン2』から『ロックマン5』までのキャラクターが登場する。
Dr.ワイリー（Dr.Wily）
声 - スコット・マクニール
DWN.011 メタルマン（Metalman）
DWN.010 エアーマン（Airman）
DWN.013 クラッシュマン（Crashman）
DWN.016 ウッドマン（Woodman）
声 - リチャード・ニューマン
DWN.018 マグネットマン (Magnetman)
DWN.019 ジェミニマン (Magnetman)
DWN.020 ハードマン (Hardman)
DWN.021 タップマン (Topman)
DWN.022 スネークマン（Snakeman）
声 - イアン・ジェームズ・コーレット
DWN.023 スパークマン（Sparkman）
DWN.025 ブライトマン（Brightman）
声 - ジェイ・ブラゾー
DWN.027 ドリルマン（Drillman）
声 - クリスタリーン・オブライ
DWN.029 リングマン（Ringman）
声 - マイケル・ドノヴァン
DWN.039 ナパームマン（Napalmman）

### 未来の人物
100年後の未来からやってきた。
ロックマンX（Rockman X）
正確には「エックス（X）」という名前である。
声 - イアン・ジェームズ・コーレット
スパーク・マンドリル（Spark Mandrill）
日本版では「スパーク・マンドリラー（Spark Mandriller）」という名前である。
声 - リチャード・ニューマン
ヴァイル（Vole）
日本版では「ヴァヴァ（VAVA）」という名前である。
声 - リー・トッカー

## 原作版との相違点
- キャラクターデザインがアメコミに近いものになっている。
- 特殊武器を装備する際、チップを腕に組み込むのではなく、手で触れた武器のデータを電子頭脳に組み込むという設定になっている。
- ロックマンXのような装着式アーマーや、ロールの腕がロックバスターのように変形できるようになっているなど、ゲームとはかけ離れた設定も存在する。
- その[誰?]デザインは少年の姿ではなく青年の姿になっており、いわゆる大人の姿のものとされている。
- ロックマン、ロール、ブルースの3人は原作やゲーム版ではロボットとされているものだが、こちらは「Super Fighting Robot Mega Man」と表記されているがその外見は人間をベースとされるものと考えられるため、実はアンドロイドというよりかサイボーグに近いとされている。

## サブタイトル

### 第1シーズン
1. The Beginning
2. Electric Nightmare
3. Mega-Pinocchio
4. The Big Shake
5. Robosaur Park
6. Mega Man in the Moon
7. 20,000 Leaks under the Sea
8. The Incredible Shrinking Megaman
9. Bot Transfer
10. Ice Age
11. Cold Steel
12. Future Shock
13. The Strange Island of Dr. Wily

### 第2シーズン
1. Showdown at Red Gultch
2. Terror of the Seven Seas
3. Mega Dreams
4. Robo-Spider
5. Master of Disaster
6. Night of the Living Monster Bots
7. Curse of the Lion Men
8. The Day the Moon Fell
9. Campus Commandos
10. Brain Bot
11. Bro Bots
12. Bad Day at Peril Park
13. Mega X
14. Crime of the Century

## メインスタッフ
第1シーズン
- エグゼクティブプロデューサー：辻本憲三
- 監督：箕ノ口克己、ウォルト・キュービアック
- シリーズ構成：ジェフリー・スコット、リチャード・マーウィン
- キャラクターデザイン・プロップデザイン：フランク・ロッコ、リチャード・オリー、シーザー・デ・カストロ、シェイン・ポインデクスター、カート・コナー、ケニー・トンプキンス、スコット・ヘミング、ジェニファー・マクリスチャン、マルコス・ボレガレス、ラリー・ネルソン、ジョージ・グッドチャイルド、ロベルト・リザラガ
- オープニングアニメーションディレクター・デザイン：はばらのぶよし
- 美術デザイン：海野よしみ、ダイブ・ハイ、ワイン・シュルツ、シーザー・デ・カストロ
- 色彩設定：河端静子、上谷秀夫、関本美津子、デーネ・アン・ローズ
- 撮影監督：橋本和典
- 編集：正木直幸、クライグ・パウルゼン
- 音響監督：テリー・クラッセン
- ラインプロデューサー：加藤博、スコット・ヘミング
- スーパーバイジングプロデューサー：佐藤俊彦、ジョー・ルビー、ケン・スピアーズ
- アソシエイトプロデューサー：たかはしえいいち、ダニエル・S・クレツキー
- プロデューサー：坂井昭夫、会田純
- アニメーション制作：葦プロダクション、ルビー・スピアーズプロダクション
- 製作：カプコン

第2シーズン
- エグゼクティブプロデューサー：辻本憲三
- 監督：箕ノ口克己
- シリーズ構成：マイケル・マウラー、リチャード・マーウィン
- キャラクターデザイン：やまだたかひろ、ジョージ・グッドチャイルド、テック・J・マナラック、テニー・ヘンソン
- オープニングアニメーションディレクター・デザイン：はばらのぶよし
- 美術監督：シーザー・デ・カストロ
- 美術デザイン：朝倉千登勢
- 色彩設定：デーネ・アン・ローズ、河端静子
- 撮影監督：杉浦充
- 編集：辺見俊夫、クライグ・パウルゼン
- 音響監督：テリー・クラッセン
- ラインプロデューサー：加藤博
- スーパーバイジングプロデューサー：佐藤俊彦、ジョー・ルビー、ケン・スピアーズ
- アソシエイトプロデューサー：たかはしえいいち、ダニエル・S・クレツキー
- プロデューサー：坂井昭夫、会田純
- アニメーション制作：葦プロダクション、ルビー・スピアーズプロダクション
- 製作：カプコン

## 各話スタッフ
- 絵コンテ：ラリー・ヒューストン、アーニー・グアンラオ、スコット・ウッド、テッド・コルドロン、ジョー・デンプシー、リズ・バクノビッチ、ステュワート・ヘイムダル、ジョー・ホーン、アラン・ギブソン、エレイン・ハルトグレン、ケネス・R・ヒルマン、ギルバート・ウィームス、キャロル・ランドバーグ、トム・トーレン、ネイル・ハンター、スコット・ヘミング、大関雅幸、小林哲也、菊池一仁、水野和則、近藤信宏、安濃高志、山田徹
- 演出：岡崎稔、横山広行、かわむらひろし、小暮輝夫、渡辺健一郎、大関雅幸
- 作画監督：前田明寿、はばらのぶよし、我妻宏、山崎隆生、なかじまちゅうじ、小林勝利